# Asociación Mexicana de Juzgadoras
La Asociación Mexicana de Juzgadoras A.C. (AMJ) es una organización civil sin fines de lucro conformada por mujeres que desempeñan funciones jurisdiccionales en México. Su objetivo principal es promover la igualdad de género y fortalecer la perspectiva de derechos humanos en la impartición de justicia. 

## Historia
La AMJ fue fundada el 8 de marzo de 2012, en el marco del Día Internacional de la Mujer, con la finalidad de crear una red de apoyo y colaboración entre mujeres juzgadoras en el país. 

## Objetivos
Los principales objetivos de la Asociación incluyen:
- Promover la participación de las mujeres en la toma de decisiones para eliminar las circunstancias de discriminación, desventaja y desigualdad que enfrentan las servidoras públicas. [3]

- Colaborar con organizaciones y sectores de la sociedad civil para generar acciones en beneficio de las personas en situaciones vulnerables. [3]

- Crear espacios de capacitación a través de cursos, seminarios, campañas publicitarias y talleres. [3]

- Promover y defender los derechos humanos en los sistemas de impartición de justicia. [3]

- Divulgar información y generar proyectos que permitan la capacitación en materia de igualdad de género y defensa de los derechos humanos de las mujeres dentro y fuera de la organización judicial. [3]

- Ser un órgano de consulta y opinión con impacto en la toma de decisiones en asuntos relacionados con la impartición de justicia, orientado al empoderamiento de las juzgadoras. [3]

## Actividades
La AMJ organiza diversas actividades, tales como:
- **Congresos y foros nacionales**: Eventos que abordan temas jurídicos con énfasis en género y derechos humanos.

- **Talleres y capacitaciones**: Programas dirigidos a fortalecer las habilidades de las juzgadoras en diversas materias.

- **Publicaciones y boletines**: Difusión de investigaciones, estudios de caso y análisis jurisprudencial.

- **Campañas de sensibilización**: Iniciativas para promover la justicia con perspectiva de género.

## Alianzas y colaboraciones
La Asociación ha establecido convenios de colaboración con diversas instituciones, como la Universidad Autónoma Metropolitana (UAM), con la cual firmó un convenio para fortalecer la perspectiva de género en la impartición de justicia. 

## Membresía
Pueden formar parte de la AMJ mujeres que trabajan en cualquier órgano de impartición de justicia en México. 

## Impacto
La AMJ ha jugado un papel fundamental en la promoción de una justicia más inclusiva en México. Ha contribuido a visibilizar la importancia de juzgar con perspectiva de género y ha impulsado reformas que promueven la igualdad sustantiva en el acceso y ejercicio de los derechos. 